# Bergatreute
Bergatreute – miejscowość i gmina w Niemczech, w kraju związkowym Badenia-Wirtembergia, w rejencji Tybinga, w regionie Bodensee-Oberschwaben, w powiecie Ravensburg, wchodzi w skład wspólnoty administracyjnej Bad Waldsee.

## Współpraca
Miejscowość partnerska:
- Leubnitz, Saksonia